# Apalis gorjanegra
L'apalis gorjanegra o apalis golanegre(Apalis jacksoni) és una espècie d'ocell passeriforme que pertany a la família Cisticolidae pròpia de les muntanyes d'Àfrica central i la regió dels Grans Llacs d'Àfrica.

## Distribució i hàbitat
Es dissemina per les muntanyes de l'Àfrica equatorial, del Camerun a Kenya i fins al nord d'Angola pel sud.
L'hàbitat natural són els boscos humits tropicals de muntanya, especialment la selva montana de la falla Albertina.